# Бойссевайн, Гидеон
Гидеон Валраве Бойссевайн (англ. Gideon Walrave Boissevain; 29 августа 1897 — 5 октября 1985) — нидерландский дипломат. Происходит из известной семьи Бойссевайн.

## Карьера
- 1923—1924 — вице-консул Нидерландов в Шанхае
- 1926—1929 — вице-консул в Нью-Йорке.

Затем был консулом в Лиме, Сантьяго-де-Чили и Сан-Франциско.
- 1945—1947 — заведующий экономическими и консульскими вопросами посольства Нидерландов в Париже
- 1947 — начальник управления дипломатической службы Министерства иностранных дел
- 1948 — чрезвычайный посол и полномочный министр в Афинах
- 1954 — чрезвычайный посол и полномочный министр в Иерусалиме
- 1957—1963 — посол Нидерландов на Кубе
- 1965—1967 — почётный консул в Марселе.

Будучи послом на Кубе, стал свидетелем Кубинской революции.

## Личная жизнь
Был дважды женат. В первом браке с Дейзи Ив Рей у него родился сын Виллем Джеффри Бойссевайн (р. 1927).
В 1946 году в Париже женился во второй раз на Марии Борисовне Соловьёвой, дочери Матрёны Распутиной (1898—1977) и внучке Григория Распутина. У них родился сын Серж Бойссевайн (1947—2011) и две внучки: Катя (р. 1970) и Эмбр (р. 1978).